# White Nunataks
I White Nunataks sono un gruppo di tre nunatak, o picchi rocciosi isolati, situati 6 km a nord della punta nordoccidentale della Mackin Table, nel Patuxent Range, nei Monti Pensacola, in Antartide. 
Il nunatak è stato mappato dall'United States Geological Survey (USGS) sulla base di rilevazioni e foto aeree scattate dalla U.S. Navy nel periodo 1956-66.
La denominazione è stata assegnata dall'Advisory Committee on Antarctic Names (US-ACAN), in onore di Noah D. White, operatore radio presso la Base Amundsen-Scott nell'inverno del 1967.